# Европейский вещательный союз
Европе́йский Веща́тельный Сою́з, ЕВС (European Broadcasting Union, EBU и Union Européenne de Radio-Télévision, UER) — организация общественных вещателей, созданная 12 февраля 1950 года, крупнейшее объединение национальных вещательных организаций в мире. По состоянию на середину 2025 года в состав организации входят 68 членов, в которых принимает участие 113 членских организаций из 56 стран и 30 партнеров из других 20 стран.
ЕВС управляет системами обмена телевизионными программами и аудиовизуальным контентом Eurovision (с 1954 года) и Euroradio (с 1989 года). Ежегодно система «Евровидение» осуществляет более 15 тысяч телетрансляций, включая такие крупные события как благословение Папы Римского, Сиенское Палио, фестиваль «Золотая Роза», фестиваль Сан-Ремо, новогодний концерт Венского филармонического оркестра.
Также ЕВС является организатором конкурсов Евровидение (с 1956 года), Детское Евровидение (с 2003 года), Танцевальное Евровидение и ряда других конкурсов с названием Евровидение. ЕВС является владельцем всей интеллектуальной собственности, производящейся в рамках конкурсов.

## Описание
ЕВС создан 12 февраля 1950 года 21 европейской государственной организацией и 2 частными теле- и радиокомпаниями (люксембургская CLR и монакская Radio Monte Carlo) средиземноморского региона на конференции в курортном городе Торки, графство Девон, Великобритания.
В ходе отмены государственной монополии на телерадиовещание в ЕВС принимались наиболее влиятельные частные телекомпании — британская ITV в 1959 году, французская Canal+ в 1984, датская TV2 в 1990, норвежская TV2 в 1992, финская MTV в 1993 году и шведская TV4 в 2004 году, кроме того в 1975 и 1998 гг. соответственно в ЕВС были приняты Cadena SER и Radio COPE частные радиокомпании Испании в которой государственная монополия на телерадиовещание не вводилась, а в 1978 году находящаяся на территории немецкой земли Саарланд франкоязычная частная радиокомпания Europe 1.
В соответствии с решением Генеральной ассамблеи Европейского вещательного союза, принятым в июне 1992 года, с 1 января 1993 года после начала ликвидации объявившей о самороспуске организации OIRT в союз были приняты члены из Беларуси (Гостелерадио Республики Беларусь), Болгарии (Болгарское национальное радио, Болгарское национальное телевидение), Венгрии (Magyar Rádió, Magyar Televízió), Латвии (Latvijas Radio, Latvijas Televīzija), Литвы (Lietuvos nacionalinis radijas ir televizija), Молдовы (Radioteleviziune Naţională), Польши (Komitet do spraw Radia i Telewizji), России (ВГТРК, РГТРК «Останкино»), Румынии (Radioteleviziunea română), Словакии (Slovenský rozhlas, Slovenská televízia), Украины (ГТРК Украины), Чехии (Český rozhlas, Česká televize), Эстонии (Eesti Raadio, Eesti Televisioon).
Уставной целью деятельности Европейского вещательного союза является содействие в области телерадиовещания, в частности:
- продвижение и развитие концепции общественных средств массовой информации (то есть радио, телевидения и других электронных СМИ) и их ценностей, в частности, универсальности, независимости, качества, разнообразия, подотчетности и инновационности, как это указано в Декларации об основных ценностях общественных СМИ Европейского вещательного союза;
- защита и улучшение свободы выражения мнений и информации, которая является одной из важнейших основ демократического общества и одним из основополагающих условий его прогресса и развития каждого человека;
- укрепление свободы и плюрализма СМИ, свободного потока информации и идей, а также свободного формирования мнений;
- использование и развитие информационно-коммуникационных технологий как средства реализации права, независимо от государственных границ. выражать, искать, получать и распространять информацию и идеи, независимо от их источника;
- развитие культурного разнообразия, межкультурного диалога и обменов в целях поощрения толерантности и солидарности;
- защита и популяризация культурного наследия Европы и развитие его аудиовизуального творчества путем предоставления все большего выбора программ и услуг;
- укрепление самобытности народов, социальной сплоченности и интеграции всех отдельных лиц, групп и сообществ;
- удовлетворение ожиданий общественности в информационной, образовательной, культурной и развлекательной сферах посредством производства и распространения широкого спектра высококачественных программ[7].

Минимальный размер членского взноса в Европейском вещательном союзе для вещательной организации составляет 45 000 швейцарских франков, максимальный — 4 000 000 швейцарских франков. Доходная часть бюджета Европейского вещательного союза в 2022 году составила 50 000 000 швейцарских франков. Половина полученного дохода в 2022 году расходовалась на разработку контента.
Численность работников Европейского вещательного союза в 2022 году составила 217 человек.

## История
С самого начала телерадиовещательной деятельности вещательные организации осознавали ценность тесного сотрудничества на международной арене. Настоятельными причинами, выступавшими в пользу такого сотрудничества, были:
- сама природа радиоволн, игнорирующих национальные границы;
- схожесть проблем, возникающих в связи с функционированием вещательных служб в разных странах;
- необходимость организации обмена программами между вещательными организациями;
- сложность и взаимозависимость проблем, поставленных с технической, художественной и правовой точек зрения, что потребовало тесного сотрудничества между инженерами, журналистами и юристами разных стран.

Эти причины привели к созданию специализированной международной организации, деятельность которой охватывает все аспекты вещания. Первоначально этой организацией был Международный вещательный союз (IBU-UIR), который был создан в Женеве в 1925 году. С 1950 года эту задачу выполняет Европейский вещательный союз (EBU-UER), пришедший на смену IBU. Стартовый бюджет Европейского вещательного союза на момент основания составил 447 000 швейцарских франков. Организация уставным образом подчеркивала свой некоммерческий характер.
На раннем этапе существования уставными целями Европейского вещательного союза являлись:
- поддерживать во всех областях интересы организаций эфирного вещания, принявших Устав Европейского вещательного союза, и устанавливать отношения с другими организациями эфирного вещания;
- поощрять и координировать изучение всех вопросов, касающихся вещания, и обеспечивать обмен информацией по всем вопросам, представляющим общий интерес для служб вещания;
- поощрять все меры, направленные на содействие развитию вещания во всех его формах;
- стремиться к разрешению посредством международного сотрудничества любых разногласий, которые могут возникнуть;
- прилагать все усилия для обеспечения того, что все члены союза соблюдали положения международных соглашений, касающихся всех аспектов телерадиовещания.[14]

Осенью 1951 года на нидерландском телевидении вышла в эфир передача, произведенная английским BBC. Это событие обозреватель британской «Evening Standard» Кэмпи в своей статье от 5 ноября 1951 года охарактеризовал словом «Евровидение» и наделил его значением — «система сотрудничества для обмена телевизионными программами между странами Западной Европы, включая Великобританию».

### Обмен передачами. Сеть «Евровидение». Конкурс песни
Идея создания сети обмена передачами не сразу встретила поддержку - первый президент ЕВС Ян Джейкобс вспоминал, что из-за неформального духа официальных встреч ЕВС в первые годы существования он с недоверием отнесся к идее делегатов организовать биржу обмена телевизионными программами, посчитав предложение очередной забавой, хотя идея о об открытии биржи обмена телевизионными программами выдвигалась еще в октябре 1950 года руководителем швейцарского вещания Марселем Безансоном. План обмена телевизионными передачами возник у Безансона в 1948 году, когда он хотел произвести ее в рамках деятельности предшественника ЕВС - Международного союза радиовещания, чтобы доказать саму возможность трансграничного программного обмена, однако в тот период ввиду малого распространения телевизионных служб, идея не вызвала активного интереса. 5 октября 1950 года Безансон представил в ЕВС концепцию биржи обмена программами, сформулировав четыре основных предложения по ее работе: а) обмен фильмами разного рода; b) прямые трансляции основных общественных событий в разных странах; c) обмен актуальными новостями и d) защита авторских прав по всему миру. Административный совет ЕВС обратился ко всем 21 членам союза с просьбой как можно скорее предоставить отзывы на эту концепцию, но к январю 1951 года поступило менее 10 ответов. 
Тем временем транснациональный эфир стал складываться без участия ЕВС - 27 августа 1950 года французский RTF и британский BBC организовали первый международный обмен телетрансляцией из Кале в Дувр, а также начали совместно работать над исследованием технических проблем телевизионной передачи в различных линейных системах. С 8 по 14 июля 1952 года французский и британский вещатель организовали цикл телевизионного обмена между Парижем и Лондоном под названием "Неделя телевизионных передач". Европейский вещательный союз рисковал утратить инициативу по организации континентальной телерадиоинтеграции и начал действовать - специальная "Исследовательская группа" в течение 1952 и 1953 годов обсуждала различные вопросы организации международного программного обмена.
Коронация Елизаветы II 2 июня 1953 года была первой прямой трансляцией, которая была осуществлена одновременно в Великобритании, Франции, Бельгии, ФРГ, Дании и Нидерландах, что стало одним из первых успешных проектов Европейского вещательного союза. Аудитория трансляции составила 20 миллионов человек. Трансляцию открыла чакона из семиоперы «Король Артур или Британский герой» и «Trumpet Tune» Генри Пёрселла.
После повторного открытия полифонического мотета Te Deum Марка Антуана Шарпантье инструментальная прелюдия Marche en rondeau была выбрана в 1954 году в качестве музыкальной темы, озвучивающей начало и завершение трансляции передачи через сеть «Евровидение» Европейского вещательного союза.
Спустя три месяца после организации трансляции коронации, 8 сентября 1953 года в Англии состоялась встреча представителей вещателей-членов ЕВС, на которой было принято решение закрепить успех коронационной трансляции и организовать летом 1954 года сезон обмена передачами между вещателями — каждый вещатель представлял по одной передаче для ее трансляции в прямом эфире во всех странах организации.  Однако в начале 1954 года при планировании летнего сезона перед вещателями периодически возникал ряд сложностей: представители вещателей не могли составить обширный список тем, представляющих международный интерес; возникали проблемы по таможенному оформлению доставки телевизионного оборудования и контента между государствами участниками сезона обмена; BBC, планировавшее передать программы своего телевизионного варьете «Cafe Continental», столкнулось с требованием профсоюза об увеличении гонорара для артистов на 50 %, обоснованное тем, что выступление увидит огромная международная аудитория, превышающая по численности местную; датский вещатель DR не договорился с артистами парка Тиволи и заменил тематическую передачу «Рандеву в Копенгагене» на призовое шоу крупного рогатого скота. Немецкая пресса отреагировала на этот инцидент фразой: «Хорошо, что коровы не принадлежат к профсоюзам», а современная британская пресса "второй полуфинал оказался, очевидно, не столь привлекателен для целевых рынков Евровидения, в отличие от «Сельскохозяйственного парада».
Воскресный день 6 июня 1954 года стал официальной датой создания системы обмена телевизионными программами Eurovision, когда в 16 часов 30 минут по центральноевропейскому времени под ее эгидой прошла первая живая трансляция из швейцарского Монтрё с Фестиваля нарциссов — цветочного фестиваля, проводимого с конца XIX века (1897) один раз в два года в честь возвращения весны. В тот же день, в 19 часов 00 минут по центральноевропейскому времени была организована трансляция из Ватикана — посещение Апостольского дворца (Дворец Сикста V) и Собора Святого Петра, завершившееся проповедью Папы Римского Пия XII по теме телевидения и благословением на шести языках.
В следующие дни июня 1954 года через сеть «Евровидение» будут переданы в эфир: конные скачки сиенского Палио (большой ежегодный летний средневековый фестиваль в Сиене, который включает в себя театрализованное представление, зрелищный турнир между знаменосцами и скачки без седла на городской площади); вечер для детей-беженцев в Нидерландах (Ее Величество Королева Нидерландов Юлиана приняла участие в вечеринке в саду для детей-беженцев, проведенной на площадке отдыха Уд Наарден); международные легкоатлетические соревнования в Глазго на стадионе «Айброкс»; молодежный лагерь на Рейне (Бад-Годесберг) с присутствием канцлера ФРГ Конрада Аденауэра; ежегодный Датский сельскохозяйственный парад и Фестиваль ремесел на спортивной площадке Беллахой в Копенгагене; костюмированное шествие Оммеганг в Брюсселе; парад королевского флота Великобритании перед королевой Елизаветой II; Ричмондское королевское конное шоу; передача телевизионного варьете «Cafe Continental» с привлечением артистов и комментаторов из семи стран-участниц Евровидения; балетная пантомима по мотивам сказки Ганса Христиана Андерсена «Пастушка и трубочист».
В июне 1954 года через сеть «Евровидение» осуществлена передача матчей V Чемпионата мира по футболу в Швейцарии — 4 игр группового этапа (Франция-Швейцария — 16.06, Англия-Швейцария — 17.06, Уругвай-Шотландия — 19.06, Венгрия-Швейцария — 20.06) 2 четвертьфиналов (один матч 26.06 и один матч 27.06), полуфинала (30.06) и финала. Телеаудитория турнира составила до 65 миллионов человек, обладавших 4 миллионами телеприемников, и отсмотревших в 8 европейских странах 31 час футбольного контента. В 2022 году количество спортивных событий, освещенных с использованием сетей «Евровидения» достигло 189, а продолжительность произведенного контента — почти 44 000 часов.
Технологической особенностью того времени являлось наличие фактически трех телесистем на территории Западной Европы: 1) британский BBC использовал систему отображения в 405 линий; 2) сеть западногерманских, датских, швейцарских и итальянских станцией, использовавших отображение в 625 линий; 3) смешанная сеть франко-бельгийских станций, использовавших отображение в 819 линий, и голландско-бельгийских станций, использующих 625 линий. Были некоторые технические трудности из-за различных систем отображения строк, но в целом качество изображения было хорошим. Частичное решение языковой проблемы было достигнуто путем отправки комментаторов в места проведения транслируемых мероприятий. Их голос, смешанный с интершумом мероприятий, направлялся по отдельным каналам в принимающие страны.
В последнюю неделю 1954 года ЕВС организовал специальный рождественский цикл передач "Рождественские программы из Европы". В рамках его были переданы в эфир: передача "Цирк Медрано", посвященная одноименному французскому цирку, Рождественские гимны из Королевского колледжа в Кембридже, в Рождественскую ночь по сети Евровидения передали Мессу из Собора Парижской Богоматери, кроме того - швейцарскую передачу "Ритм на льду", посвященную зимним видам спорта, нидерландскую передачу "Династия песочных часов", французскую развлекательную передачу "Парад в Мюзик-холле", посещение дома Эразма Роттердамского от бельгийской телеслужбы, немецкая передача "Магия свечей", посвященная новогоднему фольклору и традициям Германии, а за сорок минут до Нового 1955 года телеобмен завершился итальянский передачей "Reveillon", посвященной местному празднованию Нового года, завершившейся поздравлением с наступающим праздником от диктора бельгийского общественного телерадио Ирен Жанецки.
К концу 1954 года через сеть «Евровидение» было передано более 50 программ с хронометражем 65 часов. В составе сети обмен происходил между девятью вещателями: бельгийскими «Belgische Radio en Televisie» (BRT) и «Radiodiffusion-Télévision Belge» (RTB), датским «Statsradiofonien», французским «Radiodiffusion-Télévision Française» (RTF), немецким «Arbeitsgemeinschaft der Oeffenlich-Rechtlichen Rundfunkanstalen der Bundesrepublik Deutschland» (ARD), итальянским «Radiotelevisione Italiana» (RAI), нидерландским «Nederlandse Televisie Stichting» (NTS), швейцарским «Schweizerische Rundspruch-Gesellschaft» (SRG), и британским «British Broadcasting Corporation» (BBC) Технический центр Евровидения поначалу кратковременно находился в Лилле, но в 1955 году переехал в Брюссель.
По окончании летнего сезона обменов 1954 года ЕВС приступил к поиску форматов, позволяющих осуществлять регулярное взаимодействие между вещателями. В январе 1955 года на заседании Программного комитета ЕВС на обсуждение выносятся два формата: международный конкурс песни и кубок Евровидения для артистов-любителей. 19 октября 1955 года из двух предложенных форматов Генеральной ассамблеей ЕВС утвержден к проведению конкурс песни. Швейцарский вещатель предложил свои услуги по организации первой версии конкурса.
В 1956 году был впервые проведён конкурс песни Евровидение, транслировавшийся в 10 странах Европы. В первые десятилетия своего существования конкурс песни не рассматривался, как постоянный проект - до конца 1970-х годов решение о его дальнейшем проведении принималось ежегодно. В программном комитете ЕВС постоянно велись дискуссии о том, как следует улучшить, модернизировать или реформировать мероприятие: представители национальных вещателей чувствовали давление из-за масштабных нападок на конкурс песни в своих местных СМИ, требующих решения целого ряда вопросов - предвзятое голосование на конкурсе, чрезмерная продолжительность, высокие организационные затраты, посредственная музыка и малоизвестные исполнители. Один из основателей конкурса Марсель Безансон на заседании программного комитета в 1965 году признавал, что конкурс песни "стал самой противоречивой программой, популярной среди зрителей, но широко критикуемой в прессе, и комитету необходимо решить, следует ли его реформировать - или вовсе отказаться от его проведения". 
В 1960-1970-е годы национальные вещатели часто вносили в программный комитет предложения по реформированию конкурса песни, угрожая выходом из участия в случае отказа в их принятии, а французский ORTF в 1971 году и вовсе голосовал в программном комитете за прекращение конкурса песни в знак несогласия с системой начисления баллов. Сам ЕВС постоянно продлевал организацию конкурса, так как с начала 1960-х отмечал, что именно конкурс песни является одной из самых популярных телевизионных передач в Европе. Первое исследование просмотров Конкурса песни Евровидение, проведенное в 1971 году, показывало, что рейтинг передачи сильно варьировался в зависимости от страны и года - в 1969 году конкурс посмотрели 7% зрителей в Италии и 66% в Швеции, а в 1971 году 38% в Швейцарии и 75% в Мальте - но в целом превышал половину от общей телеаудитории во всех участвующих странах.
В 2022 году в конкурсе приняли участие вещатели из 40 стран, а телеаудитория мероприятия составила 161 миллион зрителей.
В течение 1956 года к сети «Евровидение» присоединились австрийский «Oesterreichischer Rundfunk GmbH» (ORF), люксембургский «Compagnie Luxembourgeoise de Télédiffusion» (CLT), монакский «Radio Monte-Carlo» (RMC). Объем переданных передач превысил 100 единиц контента и 100 часов хронометража. Важным мероприятием стало освещение первой для сети Олимпиады - Зимних Олимпийских игр 1956 года в Кортина-д'Ампеццо. За 13 дней Игр по сети при участии головного вещателя - итальянской RAI - в эфир было передано более 54 программ. В ходе олимпийского обмена к сети впервые временно подключились восточноевропейские вещатели из ГДР и Чехословакии. К знаковым событиям, транслировавшимся по сети в 1956 году, относятся также свадьба принца Ренье II и Грейс Келли, транслировавшаяся при участии монакского RMC, и передача в континентальный эфир велогонки "Тур де Франс".
В 1958 году к сети присоединился шведский "Sveriges Radio", в 1959 году - норвежский "Norsk Rikskringkasting" и второй британский вещатель-член ЕВС "Independent Television Authority". Также в 1959 году сеть приросла первыми ассоциированными участниками - вещательными организациями из США и Канады. В 1960 году объемы переданных передач достигли 300 единиц контента и 440 часов хронометража. В этот же год к сети присоединились испанский "Dirección General de Radiodifusión y Televisión" и югославский "Jugoslovenska Radiotelevizija". В 1961 году к сети напрямую присоединился финский "Oy. Yleisradio Ab." и опосредованно ЦТ СССР. К 1962 году объем переданного контента впервые превысил 1000 программ, а хронометраж - 500 часов, начался интенсивный рост обмена, уже на следующий 1963 год достигший 3110 передач хронометражем в 3610 часов, а к 1968 году объем переданного материала достиг величины в 6240 программ хронометражем в 8250 часов. Суммарно в первые полтора десятилетия работы сеть "Евровидение" передала 27 063 передач.

### Обмен новостями. Биржа новостей «Евровидение»
В 1958 году произведен первый обмен новостями между вещателями-членами ЕВС — с помощью прямых трансляций из Ватикана, посвященных смерти Папы Пия XII. Тогда же, в октябре 1958 года, были проведены тестовые обмены новостями с привлечением пяти вещателей — членов ЕВС. В 1959 году прошли повторные тестовые обмены, а число участников тестов возросло до семи. 29 мая 1961 года биржа обмена новостным контентом «Eurovision News» начала свою работу в формате ежедневной ленты под наименованием «EVN-1». В 17 часов по центральноевропейскому времени участники биржи передавали новости и спортивные материалы, возможность использования которых затем обсуждалась на радиоконференции под управлением новостного координатора от Европейского вещательного союза. При этом видеоматериалы по возможности требовалось передавать без озвучивания и без присутствия в кадре репортеров, а их краткое текстовое описание передавалось посредством телекса. К 1964 году в обмене новостями принимал участие 21 член ЕВС, передав и приняв 1 134 единиц контента. 1 января 1968 года в 18 часов 30 минут по центральноевропейскому времени открыт новый канал обмена «EVN-2», используемый для передачи материалов цветного телевещания. В 1974 году объем обмена составило 5 тысяч единиц контента, а количество каналов обмена достигло трех — добавился «EVN-0». Значимость биржи новостей трудно переоценить - так, например, применительно к нидерландским вещателям указывалось, что "биржа помогла обеспечить гораздо более широкое разнообразие и глубину освещения событий, чем могло бы обеспечить голландское телевидение само по себе, и в первые дни существования биржи материалы "Евровидения" послужили своего рода образцом для голландских журналистов в области методов освещения событий". В первые годы существования сети "Евровидение" до 55  процентов передаваемого по ней контента составляли спортивные трансляции, но с развертыванием биржи обмена новостей доля новостного и актуального контента вытеснила спортивный, заняв 60 процентов объема от всего передаваемого по сети материала.
К 1995 году количество каналов обмена достигло девяти, наряду с «EVN-0», «EVN-1», «EVN-2» задействовались:
- EVN-E — утренний канал новостного обмена (время обмена — 05 часов 30 минут утра по центральноевропейскому времени), доступный только для европейских членов ЕВС, и ориентированный на наполнение контентом утренних информационных каналов;
- EVN-M — утренний канал новостного обмена, работающий по окончании канала «EVN-E», состоящий из материалов, переданных из новостного бюро ЕВС в Нью-Йорке;
- EVN-Y — утренний канал новостного обмена с началом работы в 10 часов 30 минут утра по центральноевропейскому времени;
- EVN-W- дневной канал новостного обмена с началом работы в 15 часов 15 минут по центральноевропейскому времени;
- ERN-E — дневной канал новостного обмена, работающий по окончании канала «EVN-W», предназначенный для восточноевропейских членов ЕВС и самоуправляемый ими;
- ERN-N — дневной канал новостного обмена с началом работы в 16 часов 00 минут по центральноевропейскому времени, предназначенный для североевропейских членов ЕВС

Управление и координация работы новостной биржи, а также техническое обеспечение ее деятельности (с 1989 года) осуществляется из Женевы (Швейцария)
Сегодня основной деятельностью биржи обмена новостями является обмен между участниками актуальными новостями в режиме реального времени; обеспечение глобального охвата за счет доступа к стороннему контенту; проверка и очистка контента в социальных сетях (с использование ленты новостей социальных сетей Eurovision Social Newswire — доступно только для действительных членов ЕВС и вещателей-сублицензиатов биржи обмена новостями); использование цифровых новостных инструментов и инструментов мониторинга; обеспечение обмена подкастами и аудиоматериалами. В 2022 году общий объем информационных материалов, опубликованных в EVN, составил 48 тысяч единиц контента. В 2023 году к EVN подключены 56 телевизионных вещателей — членов ЕВС, 12 вещателей на основе сублицензии (вещатели, не являющиеся членами ЕВС, из Австралии, Канады, Франции, Японии, Косово, Новой Зеландии, Палестины и США), и 14 радиовещателей-членов ЕВС. Совсем не подключены к EVN вещатели из Беларуси, Ливии и России. В 2023 году общий объем информационных материалов, опубликованных в EVN составил 41 тысячу единиц контента.

### Новые формы кооперации
С 1966 года ЕВС в целях стимулирования интереса к любительской хоровой музыке, пропаганды роли Союза в организации крупных радиомузыкальных мероприятий и предоставления своим членам передач хоровой музыки в сотрудничестве с BBC организует конкурс Let the Peoples Sing. Общеевропейское игровое шоу «Игры без границ», основанное на базе французского игрового шоу «Intervllles» (идею проведения которого в формате франко-германского матча высказал Шарль де Голль, а позднее в общеевропейском формате масштабировал французский продюсер Ги Люкс) выходит в 1965—1999 годах. В первом соревновательном сезоне приняли участие 4 команды — из Франции (вещатель ORTF), ФРГ (вещатель ARD), Бельгии (вещатель BRT) и Италии (RAI), а в 1980 году на пике популярности игровое шоу собирало аудиторию в 110 миллионов телезрителей в европейских странах.
В 1982 году на основе успеха британского шоу «BBC Young Musician of the Year» (конкурс 1982 года был показан 25 апреля 1982 года в воскресный прайм-тайм 19:45) ЕВС запускает Евровидение для молодых музыкантов. Продюсер Хамфри Бертон вспоминал: «Я создал неформальную рабочую группу из музыкальных телевизионных боссов-единомышленников по всему континенту и в конечном итоге получил благословение Европейского вещательного союза: в нашем новом конкурсе не было того же razzmatazz, но это была самая близкая адаптация выступлений классической музыки на телевидении к песенному конкурсу „Евровидение“. Председательство в музыкальной группе ЕВС было последним воспоминанием о моей прошлой жизни бюрократа. Мы встречались дважды в год, иногда во время торговых ярмарок, таких как MIDEM в Каннах, и иногда, довольно прозаично, в штаб-квартире EВС в Женеве. Мы организовывали конференции и семинары по темам, представляющим общий интерес, таким, как появление стереозвука на телевидении, альтернативные способы съемок симфонической музыки и трудности в разработке совместных постановок. Это звучит скучно, как сточная канава, но в то время для меня было важно воплотить в реальность европейский идеал обмена программами и опытом».
В 1989 году запущена система обмена Euroradio. Целью запуска стало «обеспечение международного обмена высококачественными цифровыми звуковыми программами». В 1994 году начат обмен радиопрограммами в цифровом качестве через центр управления ERC (Eurovision Radio Center), находящийся в швейцарской Женеве.
Растущее дерегулирование национальных медиа-систем чрезвычайно изменило медиа-ландшафт в Европе. Столкнувшись с растущей конкуренцией и интересом к членству со стороны коммерческих вещательных компаний в большинстве европейских стран, в 1990 году ЕВС подчеркнул свой статус организации общественных вещательных компаний в своей Маринской Хартии. Хотя его телевизионные передачи ранее основывались на системах бесплатного обмена данными между активными участниками, ЕВС коммерциализировал свою деятельность (Eurovision Network Services) и начал продавать права на трансляции вещателям, не участвующим в Союзе, в 1994 году.
С 1985 года проводится Евровидение для молодых танцоров, с 2003 года — Детское Евровидение, с 2007 года — Танцевальное Евровидение. В 2010 году ЕВС запустил Магическое цирковое шоу Евровидение. 22 июля 2017 года в Латвии ЕВС запускает новое шоу Eurovision Choir of the Year. В 2018 году союз осуществил трансляцию соревнований European Sports Championships из Глазго и Берлина, а в 2022 году — из Мюнхена.
В 2021 году запущена цифровая новостная служба «Европейская перспектива», призванная предложить гражданам многоязычное освещение основных событий, опираясь на контент, созданный 12 общественными СМИ, распространяемый в формате совместной онлайн-ленты, с привлечением автоматических инструментов персонализированных рекомендаций контента ЕВС «PEACH», фильтров для определения наиболее интересных тем, и инструмента перевода новостей на иностранные языки «EuroVOX». В первые 8 месяцев существования проекта опубликовано 6,5 тысяч статей. В 2024 году в проекте участвуют 20 организаций и общественных СМИ из 17 стран с потенциальным охватом аудитории в 245 миллионов человек.
В 2022 году в целях организации совместного производства документальных фильмов и сериалов стартовала программа «Eurovision Documentary Development Scheme» (EDDS), к которой присоединились 27 вещательных организаций из 15 стран.

## Управление
Высший орган — общее собрание — Генеральная ассамблея (L’Assemblée générale), состоящее из представителей организаций-членов. Генеральная ассамблея обладает всеми полномочиями, необходимыми для достижения целей ЕВС, а также обладает неотъемлемыми полномочиями по надзору за всеми другими органами союза. Она уполномочена решать вопросы утверждения бюджета организации на следующий финансовый год, определения размеров членских взносов и других обязательных платежей, формирования состава Исполнительного комитета, выборов высших должностных лиц союза, приема, приостановки или исключения вещательных организаций из состава членов союза, и иные вопросы, предусмотренные уставом ЕВС, а также допустимые к включению в повестку дня по рекомендации Исполнительного комитета. C 2007 года Генеральная ассамблея собирается два раза в год — на летнюю сессию (как правило, в конце июня-начале июля), и зимнюю сессию (как правило, в конце ноября-начале декабря). Летняя сессия открыта для организаций-членов и партнеров ЕВС и проводится на территории одного из членов союза, при этом допускается проведение части сессии в закрытом режиме лишь в присутствии членов союза. Зимняя сессия открыта только для организаций-членов и проводится в Женеве. По решению Президента ЕВС на сессию Генеральной ассамблеи для участия в отдельных заседаниях могут быть приглашены внешние эксперты или наблюдатели (например, косовская вещательная организация RTK на зимнюю сессию 2023 года). Генеральная ассамблея может быть собрана для проведения внеочередной сессии, участие в которой доступно лишь членам ЕВС.
Между общими собраниями на постоянной основе функционирует исполнительный комитет (Le Conseil exécutif), избираемый общим собранием. Исполнительный комитет формируется в целях принятия на себя ответственности под контролем Генеральной ассамблеи по реализации целей Европейского вещательного союза либо непосредственными действиями, либо через компетентные органы или постоянные службы ЕВС. Для этого Исполнительный комитет наделен широким кругом полномочий: представляет Генеральной ассамблее рекомендации по стратегии развития ЕВС, по включению, приостановке и исключению вещательных организаций из состава союза, по структуре и количеству профильных комитетов, представляет пятилетние стратегические и бюджетные планы, по предложению Президента ЕВС назначает Генерального директора и самостоятельно решает вопрос о прекращении его полномочий, регулирует критерии членства в ЕВС, вправе единолично применять санкции вплоть до запрета участия в отдельных мероприятиях, встречах, включая участие в системе телеобмена «Евровидение» и радиообмена «Еврорадио», и запрета на выдвижение должностных лиц вещателя в состав органов управления ЕВС (но не вправе запретить участие члена в Генеральной ассамблее), и осуществляет иные полномочия, предусмотренные уставом ЕВС. В современном виде Исполнительный комитет существует с 1 января 2008 года, возникнув методом объединения двух органов управления — Административного совета (наделенного исполнительными функциями с 1950 года) и Президента — в единый исполнительный орган. В состав Исполнительного комитета входит 11 человек, избираемых из состава делегаций членов ЕВС. Исполком формируется с учетом обязательного присутствия представителей «основных участников» ЕВС, но также должен отражать географическое и культурное разнообразие. Исполнительный комитет избирается сроком на два года и проводит примерно семь заседаний в год. На период 2025—2026 годов Исполнительный комитет сформирован в составе:
| Должность                     | Имя                           | Вещательная организация — Член ЕВС                                                              |
| ----------------------------- | ----------------------------- | ----------------------------------------------------------------------------------------------- |
| Президент ЕВС                 | Дельфин Эрнот Кунчи           | Groupement des Radiodiffuseurs français de l’UER                                                |
| Вице-президент ЕВС            | Силла Бенке                   | Sveriges Television och Radio Grupp                                                             |
| Член исполнительного комитета | Тим Дэви                      | British Broadcasting Corporation                                                                |
| Член исполнительного комитета | Катя Вильдермут               | Arbeitsgemeinschaft der öffentlich-rechtlichen Rundfunkanstalten der Bundesrepublik Deutschland |
| Член исполнительного комитета | Симона Агнес                  | Radiotelevisione Italiana                                                                       |
| Член исполнительного комитета | Никулау Сантуш                | Rádio e Televisão de Portugal                                                                   |
| Член исполнительного комитета | Милен Митев                   | Bâlgarsko Nacionalno Radio                                                                      |
| Член исполнительного комитета | Роланд Вайсманн               | Österreichischer Rundfunk                                                                       |
| Член исполнительного комитета | Николай Чернотицкий           | Suspilne Ukraine                                                                                |
| Член исполнительного комитета | Моника Гарбачаускайте-Будрене | Lietuvos Radijas ir Televizija                                                                  |
| Член исполнительного комитета | Натали Бьянколли              | Groupement de Radiodiffusion monégasque                                                         |

Исполнительному комитету непосредственно подотчетны пять органов ЕВС: комитет по аудиту и комитет по кадрам, состав которых формируется из числа самих членов Исполнительного комитета, две экспертные группы — уставная (юридическая) группа и финансовая группа, и совет по спортивным инвестициям, который подотчетен Исполнительному комитету лишь по вопросам приобретения спортивных прав на конкретные проекты.
Высшие должностные лица — президент (Président) и генеральный директор (Directeur général). Президент ЕВС осуществляет общее руководство Союзом и контроль за его деятельностью, председательствует на заседаниях Генеральной ассамблеи и Исполнительного комитета и модерирует их ход, по должности входит в состав Исполнительного комитета с правом возложения поручений на членов комитета. С 1 января 2021 года полномочия Президента ЕВС исполняет Дельфин Эрнот Кунчи (Франция). В случае отсутствия или недееспособности Президента его полномочия осуществляет Вице-президент. C 30 ноября 2023 года полномочия Вице-президента ЕВС исполняет Силла Бенке (Швеция).
Генеральный директор ЕВС осуществляет руководство постоянными службами Европейского вещательного союза. Постоянные службы ЕВС призваны обеспечить практическую реализацию целей союза под руководством компетентных органов ЕВС — а именно, консультирование органов ЕВС, вещательных организаций-членов и партнеров, проектов и осуществление операционной деятельности. С сентября 2017 года полномочия Генерального директора ЕВС осуществляет Ноэль Карран (Ирландия).
Главный офис ЕВС расположен в Женеве (С 1950 года офис располагался по адресу Rue de Varembé 1, с 1978 по настоящее время - по адресу L'Ancienne-Route 17A).  Дополнительные офисы и представительства функционируют в Брюсселе, Нью-Йорке, Риме, Москве (Молочный переулок, д.9) и Вашингтоне. Технический центр ЕВС также расположен в Женеве.

## Участие в ЕВС
Уставом Европейского вещательного союза предусмотрены две основные формы участия в деятельности ЕВС:
- членство (до 3 декабря 2015 года называвшееся «действительное членство»)
- партнерство (до 3 декабря 2015 года называвшееся «ассоциированное членство»).[81]

### Членство в ЕВС
Членами ЕВС являются вещательные организации или группы вещательных организаций, которые удовлетворяют всем техническим и юридическим критериям для членства и функционируют на территории государств-членов Международного союза электросвязи (ITU), расположенных в Европейской вещательной зоне (ЕВЗ), либо в стране-члене Совета Европы, расположенной за пределами ЕВЗ.
В 2007 году на Всемирной конференции радиосвязи, проведенной Международным союзом электросвязи, определение ЕВЗ было расширено, что позволило включить в неё Армению, Азербайджан и Грузию, которые ранее были за пределами границ ЕВЗ. Тем не менее, Армения и Грузия являются членами ЕВС с 2005 года. Остальные страны, полностью расположенные за пределами ЕВЗ, могут претендовать на вступление в Европейский вещательный союз при условии получения членства в Совете Европы — таким образом при вступлении в Совет Европы на членство в Европейском вещательном союзе могут претендовать вещательные организации Казахстана.
Общими условиями для получения вещательной организацией членства в ЕВС являются:
- наличие у вещательной организации функции осуществления общественного вещания. Эта функция должна быть закреплена в законе о вещательной организации, ее уставе или любым другим легальным образом;
- оказание вещательной организацией с разрешения компетентных органов телерадиовещательных услуг национального характера и важности. Понятие «национальный характер и важность» раскрывается в детализированных критериях членства, вступивших в силу с июня 2013 года[82]
- предоставление вещательной организацией разнообразных и сбалансированных программ для всех слоев населения, в том числе программ, учитывающих особые интересы различных слоев населения и меньшинств;
- вещательная организация производит и/или заказывает за счет собственных средств и под собственным редакторским контролем значительную часть программ;
- практически все домохозяйства на территории страны, из которой происходит вещательная организация, в состоянии получать все основные радио- или телевизионные программы в полном объеме с удовлетворительным техническим качеством;
- вещательная организация не связана с агентством, конкурирующим с Европейским вещательным союзом в сфере приобретения прав на трансляцию спортивных соревнований;
- вещательная организация может продемонстрировать способность исполнять членские обязательства (действовать для достижения уставных целей ЕВС, вносить активный вклад в обмен теле- и радиопередачами, а также в мероприятия, проводимые ЕВС; соблюдение духа солидарности и добросовестности по отношению к ЕВС, его деятельности и его членам, в том числе соблюдение Устава и правил ЕВС и его контрактных обязательств, возложенных от имени его членов; воздерживаться от действий, которые могут нанести ущерб организациям общественного вещания или несовместимы с целями ЕВС; предоставлять необходимую документацию или информацию, необходимую для установления соответствия деятельности вещательной организации ее обязательствам по членству в ЕВС)

Члены ЕВС получают право на доступ к сетям обмена телевизионным контентом «Евровидение» и сетям обмена радиоконтентом «Еврорадио».
Вещательная организация принимается в члены ЕВС на основании решения Генеральной ассамблеи, принимаемого абсолютным большинством голосов по вопросу о том, что кандидат соответствует всем условиям членства, на основании предложений Исполнительного совета.
С 4 декабря 2024 года в ЕВС предусматривается особая разновидность членства — международный член. Этот статус доступен для вещательных организаций (либо групп таких организаций), осуществляющих общеевропейскую или транснациональную деятельность, которая координируется и/или финансируется как минимум двумя организациями-членами ЕВС. При этом такая организация должна активно способствовать достижению целей ЕВС и соблюдению его ценностей, а также осуществлять вещательную деятельность, дополняющую предложение своих вещателей-учредителей широким спектром передач, а именно материалами о культуре, художественной литературе, документальными фильмами, новостями и обзорами текущих событий. (статья 3.6a новой редакции Устава ЕВС). Первым международным членом ЕВС c 1 января 2025 года стала франко-немецкая вещательная организация ARTE, транслирующая документальные, художественные фильмы и новостные программы. Контрольный пакет акций ARTE принадлежит французской членской организации ЕВС «France Télévisions», а программная деятельность осуществляется совместно с немецкими членами ЕВС — ARD и ZDF.

#### Статус российских вещателей в Европейском вещательном союзе
26 февраля 2022 года ВГТРК, коллективный член «Радио Дом Останкино» и «Первый канал» объявили о выходе из членства Европейского вещательного союза в ответ на отстранение России от участия в конкурсе песни «Евровидение-2022». При этом на сайте информационного агентства «Интерфакс» было размещено сообщение о намерении российских вещателей приостановить свое членство в ЕВС.
1 марта 2022 года Европейский вещательный союз выступил с заявлением, в соответствии с которым участие представителей российских вещательных организаций-членов в деятельности Исполнительного совета и других рабочих групп приостанавливалось до последующего уведомления. Таким образом приостанавливалось участие заместителя председателя Спортивного комитета ЕВС Натальи Толкачевой (ВГТРК), заместителя председателя Телевизионного комитета ЕВС (а также члена координационной (референтной) рабочей группы по организации Детского конкурса песни Евровидение) Екатерины Орловой (ВГТРК), и члена Исполнительного совета ЕВС Себастьяна Сергея Паркера (Первый канал). Также заявление ЕВС содержало подтверждение получения информации о намерении выйти российских вещателей в устной форме и указывало на отсутствие официального подтверждения этих намерений.
В соответствии со статьей 5.1. Устава ЕВС, член союза может в любое время выйти из его состава после направления уведомления заказным письмом на имя Президента Европейского вещательного союза в адрес расположения ЕВС, которое вступает в силу по истечении 12 месяцев после его получения адресатом. В течение двенадцатимесячного периода уходящий член союза сохраняет все права и обязанности, предусмотренные членством, в том числе обязан произвести оплату суммы, эквивалентной существующему членскому взносу за один год. В то же время об официальном подтверждении направления или получения уведомления о выходе из состава союза по состоянию на 2025 год не сообщалось.
7 апреля 2022 года на заседании Исполнительного совета ЕВС было принято решение о начале процедуры приостановки членства российских вещателей в составе союза. На заседании, состоявшемся 26 мая 2022 года, Исполнительный совет единогласно подтвердил приостановку членства и определил, что она назначается на неопределенный срок с последующим регулярным пересмотром принятого решения, о чём российские вещатели были проинформированы 28 мая по электронной почте. Решение Исполнительного совета о приостановке вступило в силу немедленно. Подчеркивалось, что у российских вещателей в соответствии с Уставом ЕВС имелось право обжаловать данное решение, хотя сам факт обжалования не влиял на факт приостановки. 27 мая 2022 года упоминание о членстве российских вещателей было удалено из публичного списка «Our Members», размещенного на официальном сайте ЕВС, а в июле 2022 года была добавлена информация о факте приостановки вещателей из России в членстве союза.
Приостановка членства в соответствии с Уставом ЕВС является самостоятельной процедурой и не влечет за собой исключения из состава Европейского вещательного союза, порядок же исключения организации из состава ЕВС определяется Уставом ЕВС отдельно.

Карта стран — членов ЕВС в Европе

Список членов Европейского вещательного союза сверен с официальным перечнем, уточненным по состоянию на 14 апреля 2025 года .
| Страна               | Вещательная организация | Аббревиатура  | Год вступления в союз |
| -------------------- | --- | ------------- | --------------------- |
| Австрия              | Österreichischer Rundfunk | ORF           | 1953                  |
| Азербайджан          | İctimai | ICTI / ITV    | 2007                  |
| Албания              | Radiotelevizioni Shqiptar | RTSH          | 1999                  |
| Андорра              | Ràdio i Televisió d’Andorra, S.A | RTVA          | 1999                  |

Европейская вещательная зона согласно определению Международного союза электросвязи (отмечена красным)

Страны с ассоциированным членством в ЕВС

Хронология вступления вещателей с 1950 года

| Алжир                | Etablissement Public de Télévision Algérienne/ Etablissement Public de Radiodiffusion Sonore/ Télédiffusion d’Algérie | EPTV EPRS TDA | 1970                  |
| Армения              | Public Television and Radio Armenia: - Public Television Company of Armenia - Public Radio of Armenia | AMPTV         | 2005                  |
| Бельгия              | Vlaamse Radio- en Televisieomroep and Radio-Télévision Belge de la Communauté française | VRT RTBF      | 1950                  |
| Беларусь             | Нацыянальная дзяржаўная тэлерадыёкампанія Рэспублікі Беларусь | BTRC          | 1993 (приостановлена) |
| Босния и Герцеговина | Javna Radio Televizijska servis Bosnie i Hercegovine | BHRT          | 1993                  |
| Болгария             | Bâlgarska Nacionalna Televiizija | BNT           | 1993                  |
| Болгария             | Bâlgarsko Nacionalno Radio | BNR           | 1993                  |
| Ватикан              | Radio Vaticana | RV            | 1950                  |
| Великобритания       | British Broadcasting Corporation | BBC           | 1950                  |
| Великобритания       | United Kingdom Independent Broadcasting: - Independent Television: The Network Centre: 1. ITV Anglia Television 2. ITV Border Television 3. ITV Central Television 4. Channel Television 5. ITV Granada Television 6. STV Central 7. ITV Wales Television 8. ITV West Television 9. ITV London Television 10. ITV Meridian Television 11. STV North 12. ITV Tyne Tees Television 13. UTV Limited 14. ITV Westcountry Television 15. ITV Yorkshire Television - Sianel 4 Cymru | UKIB          | 1960                  |
| Венгрия              | Hungarian Media Group: - Media Support and Asset Management Fund (MTVA) - Duna Media Service Provider | HMG           | 2014                  |
| Германия             | Arbeitsgemeinschaft der öffentlich-rechtlichen Rundfunkanstalten der Bundesrepublik Deutschland (ARD): - Bayerischer Rundfunk - Hessischer Rundfunk - Mitteldeutscher Rundfunk - Norddeutscher Rundfunk - Radio Bremen - Rundfunk Berlin-Brandenburg - Saarländischer Rundfunk - Südwestrundfunk - Westdeutscher Rundfunk - Deutsche Welle - DeutschlandRadio | ARD           | 1952                  |
| Германия             | Zweites Deutsches Fernsehen | ZDF           | 1963                  |
| Греция               | Hellenic Broadcasting Corporation | ERT           | 2015                  |
| Грузия               | Georgian Public Broadcaster | GPB           | 2005                  |
| Дания                | DR | DR            | 1950                  |
| Дания                | TV2/Danmark | DK/TV2        | 1989                  |
| Египет               | National Media Authority | NMA           | 1985                  |
| Израиль              | Israel Public Broadcasting Corporation | IPBC          | 2018                  |
| Иордания             | Jordan Radio and Television Corporation | JRTV          | 1970                  |
| Ирландия             | Raidió Teilefís Éireann | RTE           | 1950                  |
| Ирландия             | TG4 | TG4           | 2007                  |
| Исландия             | Ríkisútvarpid | RUV           | 1956                  |
| Испания              | Radiotelevisión Española | RTVE          | 1955                  |
| Италия               | Radiotelevisione Italiana | RAI           | 1950                  |
| Кипр                 | Cyprus Broadcasting Corporation | CYBC          | 1969                  |
| Латвия               | Latvijas Sabiedriskais medijs | LPSM          | 2025                  |
| Ливан                | Télé-Liban | TL            | 1980                  |
| Ливия                | Libya National Channel | LNC           | 1974 (приостановлена) |
| Литва                | Lietuvos Radijas ir Televizija | LRT           | 1993                  |
| Люксембург           | CLT Multi Media | CLT           | 1950                  |
| Люксембург           | Média de service public 100,7 | MSP           | 1997                  |
| Мальта               | Public Broadcasting Services Ltd. | PBS           | 1970                  |
| Марокко              | Société Nationale de Radio Télévision | SNRT          | 1950                  |
| Молдова              | Teleradio-Moldova | TRM           | 1993                  |
| Монако               | Groupement de Radiodiffusion monégasque: - Monaco Média Diffusion - TVMonaco | GRMC          | 1950                  |
| Нидерланды           | Nederlandse Publieke Omroep: - AvroTros/PowNed - Omroepvereniging BNN-VARA - Vereniging De Evangelische Omroep (EO) - KRO-NCRV - Omroep MAX/WNL - VPRO/Human - Omroep ON! - Omroep Zwart - NOS - NTR | NPO           | 1950                  |
| Норвегия             | Norsk Rikskringkasting | NRK           | 1950                  |
| Норвегия             | TV 2 AS | NO/TV2        | 1993                  |
| Польша               | Polskie Radio i Telewizja: - Telewizja Polska SA - Polskie Radio SA | PRT           | 1993                  |
| Португалия           | Rádio e Televisão de Portugal | RTP           | 1950                  |
| Россия               | Первый канал | C1R           | 1996 (приостановлена) |
| Россия               | Радио Дом Останкино (Radio Dom Ostankino): - Радио Маяк - Радио Орфей | RDO           | 1996 (приостановлена) |
| Россия               | ВГТРК (Rossijskoe Teleradio) | RTR           | 1993 (приостановлена) |
| Румыния              | Societatea Română de Radiodifuziune | ROR           | 1993                  |
| Румыния              | Societatea Română de Televiziune | RO/TVR        | 1993                  |
| Сан-Марино           | San Marino RTV | SMRTV         | 1995                  |
| Северная Македония   | MKRTV | MKRTV         | 1993                  |
| Сербия               | Radiotelevizija Srbije | RTS           | 2006                  |
| Словакия             | Slovenská televízia a rozhlas | STVR          | 1993                  |
| Словения             | Radiotelevizija Slovenija | RTVSLO        | 1993                  |
| Тунис                | Radio tunisienne et Télévision tunisienne: - Radio tunisienne - Télévision tunisienne | RTTT          | 1950                  |
| Турция               | Türkiye Radyo-Televizyon Kurumu | TRT           | 1950                  |
| Украина              | Suspilne Ukraine | UA:PBC        | 1993                  |
| Финляндия            | Oy Yleisradio Ab | YLE           | 1950                  |
| Франция              | Groupement des Radiodiffuseurs français de l’UER: - France Télévisions: 1. France 2 2. France 3 3. France 4 4. France 5 5. Réseau France Outre-mer - Radio France - France Médias Monde: 1. RFI 2. France 24 3. Monte Carlo Doualiya | GRF           | 1950                  |
| Хорватия             | Hrvatska Radiotelevizija | HRT           | 1993                  |
| Черногория           | Radiotelevizija Crne Gore | RTCG          | 2006                  |
| Чехия                | Cesky Rozhlas | CR            | 1994                  |
| Чехия                | Ceská Televize | CT            | 1994                  |
| Швейцария            | SRG SSR | SRG SSR       | 1950                  |
| Швеция               | Sveriges Television och Radio Grupp: - Sveriges Television Ab - Sveriges Radio Ab - Swedish Educational Broadcasting Company | STR           | 1950                  |
| Эстония              | Eesti Rahvusringhääling | ERR           | 1993                  |
| Международный член   | Arte | ARTE          | 2025                  |

### Партнерство
Статус Партнера ЕВС может получить вещательная организация или группа вещательных организаций, которые функционируют на территории государств-членов Международного союза электросвязи (ITU), расположенных за пределами Европейской вещательной зоны, и предоставляют радио- или телевизионные услуги, играющие важную роль в национальном вещании своих стран, и являющиеся полезными для Европейского вещательного союза для обеспечения им своей деятельности и достижения своих уставных целей.
Решение о полезности вещательной организации в качестве Партнера ЕВС принимает Генеральная ассамблея ЕВС исключительно по своему усмотрению, учитывая рекомендацию Исполнительного совета ЕВС. В свою очередь Исполнительный совет обязан проверять соответствие Партнеров ЕВС своему статусу каждые пять лет.
Партнеры ЕВС могут получить доступ к сетям обмена телевизионным контентом «Евровидение» и сетям обмена радиоконтентом «Еврорадио» на договорной основе. Условия договора ежегодно пересматриваются Исполнительным советом ЕВС. Партнеры имеют право получать документацию и посещать мероприятия, имеющие отношение к летней Генеральной ассамблее ЕВС, а также тематическим ассамблеям в секторах Радио, Телевидения, Правовых и Общественный отношений, Технического и Международного вещания.
Вещательная организация наделяется статусом Партнера ЕВС на основании решения Генеральной ассамблеи, принимаемого большинством в не менее чем трех четвертей поданных голосов с учетом пустых и недействительных бюллетеней, в соответствии с предложением Исполнительного совета.
| Страна           | Партнеры (на 01.06.2024)                                                 | Аббревиатура | Год принятия в союз |
| ---------------- | ------------------------------------------------------------------------ | ------------ | ------------------- |
| Австралия        | Australian Broadcasting Corporation                                      | ABC          | 1950                |
| Австралия        | Special Broadcasting Service Corporation                                 | SBS          | 1979                |
| Бангладеш        | Bangladesh Television                                                    | BTV          | 1974                |
| Бразилия         | Rádio Cultura                                                            | RC           | 2012                |
| Гонконг          | Radio Television Hong Kong                                               | RTHK         | 1983                |
| Грузия           | Рустави 2                                                                | RB           | 2003                |
| Грузия           | Телеимеди                                                                | TEME         | 2004                |
| Иран             | Islamic Republic of Iran Broadcasting                                    | IRIB         | 1969                |
| Казахстан        | Khabar Agency                                                            | KA           | 2016                |
| Канада           | Canadian Broadcasting Corporation / Société Radio-Canada                 | CBC          | 1950                |
| Китай            | China Media Group (CCTV&CNR)                                             | CMG          | 2010                |
| Китай            | Shanghai Media Group                                                     | SMG          | 2016                |
| Куба             | Instituto Cubano de Radio y Televisión                                   | ICRT         | 1992                |
| Маврикий         | Mauritius Broadcasting Corporation                                       | MBC          | 1980                |
| Малайзия         | Radio Television Malaysia                                                | RTM          | 1970                |
| Непал            | Association of Community Radio Broadcasters                              | ACORAB       | 2023                |
| Новая Зеландия   | Radio New Zealand                                                        | RNZ          | 1950                |
| Новая Зеландия   | Television New Zealand Ltd.                                              | TVNZ         | 1950                |
| Оман             | Public Authority for Radio and TV                                        | PART         | 1976                |
| Республика Корея | Korean Broadcasting System                                               | KBS          | 1974                |
| Сирия            | Organisme de la Radio-Télévision Arabe Syrienne                          | ORTAS        | 1978                |
| США              | American Public Media                                                    | APM          | 2004                |
| США              | Capital Cities / American Broadcasting Companies Inc                     | ABC          | 1959                |
| США              | CBS Corporation                                                          | CBS          | 1956                |
| США              | National Public Radio                                                    | NPR          | 1971                |
| США              | National Broadcasting Company Inc.                                       | NBC          | 1953                |
| США              | WFMT Radio Network                                                       | WFMT         | 1980                |
| Чили             | Corporación de Televisión de la Universidad Católica de Chile (Canal 13) | UCCTV        | 1971                |
| Япония           | Nippon Hoso Kyokai                                                       | NHK          | 1951                |
| Япония           | TBS Television Inc.                                                      | TBS          | 2000                |

### Одобренные участники
Организации, которые функционируют на территории государств-членов Международного союза электросвязи (ITU), осуществляют деятельность в области телерадиовещания, и по какой-либо причине не имеют оснований для получения статуса Члена или Партнера в Европейском вещательном союзе, но чье участие в определенных мероприятиях ЕВС считается полезным для Союза, могут быть допущены в качестве одобренных участников.
Статус одобренного участника предоставляется или аннулируется по решению Исполнительного совета после консультации с заинтересованным отраслевым комитетом и с учетом мнения уставной (юридической) группы. В решении о наделении статусом указываются сферы, для участия в которых привлекается организация. Отраслевые комитеты составляют конкретные списки мероприятий, для участия в которых привлекаются одобренные участники. Срок действия статуса одобренного участника составляет пять лет, с возможностью продления после проверки соответствия статусу.
| Страна             | Одобренные участники (на 01.01.2025)           | Аббревиатура | Год наделения статусом участника |
| ------------------ | ---------------------------------------------- | ------------ | -------------------------------- |
| Испания            | Catalunya Música                               | CAT          | 2022                             |
| Испания            | Cellnex Telecom                                | CELLNEX      | 2022                             |
| Северная Македония | Public Enterprise National Broadcasting-Skopje | MKNRD        | 2022                             |
| Сербия             | Radio-Television of Vojvodina                  | RTV          | 2022                             |
| Франция            | TV5 Monde (francophone channel)                | TV5          | 2022                             |
| Франция            | Euronews                                       | EURONEWS     | 2022                             |
| Франция            | Institut National (Français) de l’Audiovisuel  | INA          | 2024                             |

### Организации, прекратившие членство в ЕВС[106]
| Страна              | Вещательная организация | Аббревиатура | Год начала | Год окончания    |
| ------------------- | --- | ------------ | ---------- | ---------------- |
| Австрия             | Öffentliche Verwaltung für das österreichische Rundspruchwesen | ÖV           | 1953       | 1957             |
| Алжир               | Radiodiffusion-télévision algérienne | RTA          | 1970       | 1989             |
| Алжир               | Établissement public de télévision and Télédiffusion d’Algérie | EPTV/TDA     | 1990       | 1991             |
| Бельгия             | Institut national de radiodiffusion | NIR          | 1950       | 1960             |
| Беларусь            | Гостелерадио Республики Беларусь | BTRC         | 1993       | 1994             |
| Великобритания      | Independent Television Authority and Independent Television Companies Association Ltd. | ITA/ITCA     | 1959       | 1972             |
| Великобритания      | ITCA/A.B.C. Television Ltd. | ITCA/ABC     | 1959       | 1968             |
| Великобритания      | ITCA/Associated-Rediffusion Ltd. | ITCA/ARTV    | 1959       | 1968             |
| Великобритания      | ITCA/Television Wales and the West | ITCA/TWW     | 1959       | 1967             |
| Великобритания      | Independent Broadcasting Authority | UKIB/IBA     | 1972       | 1990             |
| Великобритания      | UKIB/Channel Four Television Corporation | UKIB/C4      | 1989       | 2018             |
| Великобритания      | UKIB/Commercial Radio Companies Association | UKIB/CRCA    | 1981       | 2005             |
| Венгрия             | Magyar Rádió | MR           | 1993       | 2014             |
| Венгрия             | Magyar Televízió | HU/MTV       | 1993       | 2014             |
| Венгрия             | Hungarian Media Group/Magyar Rádió | HMG/MR       | 2014       | 2015             |
| Венгрия             | Hungarian Media Group/Magyar Televízió | HMG/MTV      | 2014       | 2015             |
| Венгрия             | Hungarian Media Group/Duna TV | HMG/DTV      | 2014       | 2015             |
| ВСНЛАД              | Libya Jamahiriya Broadcasting | LJB          | 1974       | 2011             |
| Германия            | ARD/Südwestfunk | ARD/SWF      | 1952       | 1998             |
| Германия            | ARD/Süddeutscher Rundfunk | ARD/SDR      | 1952       | 1998             |
| Германия            | ARD/Sender Freies Berlin | ARD/SFB      | 1953       | 2003             |
| Германия            | ARD/Ostdeutscher Rundfunk Brandenburg | ARD/ORB      | 1992       | 2003             |
| Германия            | ARD/Nordwestdeutscher Rundfunk | ARD/NWDR     | 1952       | 1956             |
| Германия            | ARD/Deutschlandfunk | ARD/DLF      | 1960       | 1991             |
| Греция              | Elliniki Radiophonia-Tileorassi SA | ERT          | 1950       | 2013             |
| Греция              | New Hellenic Radio, Internet and Television | NERIT        | 2014       | 2015             |
| Египет              | Egyptian State Broadcasting | ESB          | 1950       | 1958             |
| Египет              | Egyptian Radio and Television Union | ERTU         | 1985       | 2017             |
| Израиль             | Kol Yisrael — Israel Broadcasting Service | IBS          | 1957       | 1965             |
| Израиль             | Israel Broadcasting Authority | IBA          | 1965       | 2017             |
| Иордания            | Jordan Television Corporation | JTV          | 1970       | 1985             |
| Ирландия            | Radio Éireann | RE           | 1950       | 1960             |
| Испания             | Radio Popular SA COPE | COPE         | 1998       | 2019             |
| Испания             | Sociedad Española de Radiodifusión | SER          | 1982       | 2020             |
| Испания             | Antena 3 Radio | A3R          | 1986       | 1993             |
| Испания             | Televisión Española | TVE          | 1956       | 2007             |
| Испания             | Radio Nacional de España | RNE          | 1956       | 2007             |
| Латвия              | Latvijas Radio | LR           | 1993       | 2025             |
| Латвия              | Latvijas Televizija | LT           | 1993       | 2025             |
| Ливан               | Radio Libanaise | RL           | 1950       | 1979             |
| Ливан               | Radiodiffusion Libanaise/Tele-Liban | RL/TL        | 1980       | 2003             |
| Литва               | Lietuvos radijas ir televizija | LRT          | 1993       | 1996             |
| Мальта              | Malta Broadcasting Authority | MBA          | 1970       | 2003             |
| Мальта              | Malta Broadcasting Authority and Malta Television Service LTD | MBA/MTS      | 1970       | 1975             |
| Мальта              | Malta Broadcasting Authority and Telemalta Corporation | MBA/TC       | 1978       | 1981             |
| Мальта              | Malta Broadcasting Authority and Xandir Media | MBA/XM       | 1983       | 1992             |
| Мальта              | Malta Broadcasting Authority and Public Broadcasting Services Ltd | MBA/PBS      | 1993       | 2003             |
| Марокко             | Radio-Maroc | RM           | 1950       | 1956             |
| Марокко             | Radiodiffusion Marocaine | RDM          | 1956       | 1961             |
| Марокко             | Radiodiffusion-Télévision Marocaine | MA/RTM       | 1969       | 2005             |
| Молдова             | Radioteleviziunea Naţională a Republicii Moldova | RTNM         | 1993       | 1994             |
| Молдова             | Compania de Stat «Teleradio-Moldova» | TRM          | 1994       | 2004             |
| Монако              | Radio Monte-Carlo | RMC          | 1950       | 1995             |
| Монако              | Télé Monte-Carlo | GRMC/TMC     | 1995       | 2022             |
| Монако              | Radio Monte-Carlo | GRMC/RMC     | 1995       | 2022             |
| Нидерланды          | Nederlandse Radio-Unie: - AVRO (1950—1968) - NCRV (1950—1968) - VARA (1950—1968) - KRO (1950—1968) - VPRO (1950—1968) - TROS (1967—1968) - NTS (1964—1968) | NRU          | 1950       | 1968             |
| Нидерланды          | Nederlandse Radio-Unie/Nederlandse Televisie Stichting | NRU/NTS      | 1968       | 1969             |
| Нидерланды          | Nederlandse Omroep Stichting: - AVRO (1969—2002) - NCRV (1969—2002) - VARA (1969—2002) - KRO (1969—2002) - TROS (1969—2002) - VPRO (1969—2002) - EO (Evangelische Omroep) (1971—2002) - VOO (Veronica Omroep Organisatie) (1976—1995) - NPS (1995—2002) | NOS          | 1969       | 2002             |
| Нидерланды          | NPO/Katholieke Radio Omroep | NPO/KRO      | 1950       | 2014             |
| Нидерланды          | NPO/Nederlandse Christelijke Radio Vereniging | NPO/NCRV     | 1950       | 2014             |
| Нидерланды          | NPO/Algemene Vereniging Radio Omroep | NPO/AVRO     | 1950       | 2014             |
| Нидерланды          | NPO/Televisie Radio Omroep Stichting | NPO/TROS     | 1967       | 2014             |
| Нидерланды          | NPO/Bart’s Neverending Network | NPO/BNN      | 2010       | 2014             |
| Нидерланды          | NPO/Omroepvereniging VARA | NPO/VARA     | 1950       | 2014             |
| Нидерланды          | NPO/Nederlandse Programma Stichting | NPO/NPS      | 1995       | 2010             |
| Нидерланды          | NOS/Veronica Omroep Organisatie | NPO/VOO      | 1976       | 1995             |
| Португалия          | Emissora Nacional | EN           | 1950       | 1976             |
| Португалия          | Radiotelevisão Portuguesa SA | RTP          | 1960       | 2007             |
| Португалия          | Radiodifusão Portuguesa SA | RDP          | 1976       | 2007             |
| Россия              | РГТРК «Останкино» | RTO          | 1993       | 1995             |
| Россия              | Радио Дом Останкино/Голос России | RDO/VOR      | 1996       | 2014             |
| Россия              | Радио Дом Останкино/Радио-1 | RDO/R1       | 1996       | 1997             |
| Россия              | Радио Дом Останкино/Радио Юность | RDO/YN       | 1996       | 1997             |
| Румыния             | Radioteleviziunea română | RTVR         | 1993       | 1994             |
| Сирия               | Radio Damascus | RD           | 1950       | 1958             |
| Сербия и Черногория | Association of Yugoslav Radio-Televisions: - Radiotelevizija Srbije (AYRT/RTS) - Radiotelevizija Crne Gore (AYRT/RTCG) | AYRT         | 2001       | 2003             |
| Сербия и Черногория | Radiotelevizija Srbije and Radiotelevizija Crne Gore | RTS/RTCG     | 2004       | 2006             |
| Словакия            | Slovensky Rozhlas | SK/SR        | 1993       | 2011             |
| Словакия            | Slovenská Televizia | SK/STV       | 1993       | 2011             |
| Словакия            | Rozhlas a televízia Slovenska | RTVS         | 2011       | 2024             |
| Тунис               | Radio Tunis | RT           | 1950       | 1957             |
| Тунис               | Radiodiffusion-télévision tunisienne | RTT          | 1957       | 1990             |
| Тунис               | Etablissement de la Radiodiffusion-Télévision Tunisienne | ERTT         | 1990       | 2007             |
| Турция              | Türkiye Radyoları | TR           | 1950       | 1964             |
| Украина             | Государственная телерадиовещательная компания Украины | DRTU         | 1993       | 1995             |
| Украина             | Национальная телекомпания Украины | NTU          | 1995       | 2017             |
| Украина             | Национальная радиокомпания Украины | NRU          | 1995       | 2017             |
| Финляндия           | MTV3 | FI/MTV       | 1993       | 2019             |
| Франция             | Radiodiffusion-Télévision Française | RTF          | 1950       | 1964             |
| Франция             | Office de radiodiffusion-télévision française | ORTF         | 1964       | 1975             |
| Франция             | Télévision Française 1 | TF1          | 1975       | 1984             |
| Франция             | TeleDiffusion de France | TDF          | 1975       | 1984             |
| Франция             | France Regions 3 | FR3          | 1975       | 1984             |
| Франция             | Antenne 2 France | A2F          | 1975       | 1984             |
| Франция             | Radio France | SRF          | 1975       | 1984             |
| Франция             | Organisme français de radiodiffusion et de télévision: - Télévision Française 1 (1984—1991) (OFRT/TF1) - Antenne 2 France (1984—1991) (OFRT/A2F) - France Regions 3 (1984—1991) (OFRT/FR3) - Canal Plus (1984—1991) (OFRT/CPF) - Radio France (1984—1991) (OFRT/SRF) - TeleDiffusion de France (1984—1991) (OFRT/TDF) | OFRT         | 1984       | 1991             |
| Франция             | Canal Plus | GRF/CPF      | 1984       | 2018             |
| Франция             | Europe 1 | E1           | 1979       | 2022             |
| Швеция              | Sweriges Radio Ab | SR           | 1950       | 1992             |
| Швеция              | Sweriges Radio: - Sweriges Television Ab - Sweriges Riksradio Ab - Sveriges Lokalradio AB - Sweriges Utbildningsradion AB | SR           | 1992       | 1993             |
| Швеция              | Sweriges Riksradio Ab | SR/RR        | 1992       | 1993             |
| Швеция              | Sveriges Lokalradio AB | SR/LRAB      | 1992       | 1993             |
| Швеция              | TV4 | SE/TV4       | 2004       | 2019             |
| Эстония             | Eesti Raadio | ER           | 1993       | 2007             |
| Эстония             | Eesti Televisioon | EE/ETV       | 1993       | 2007             |
| Югославия           | Jugoslovenska Radiotelevizija: - Radiotelevizija Beograd (1970—1992) - Radiotelevizija Ljubljana (1970—1992) - Radio Novi Sad (1970—1975) - Radiotelevizija Novi Sad (1975—1992) - Radio Pristina (1970—1975) - Radiotelevizija Pristina (1975—1992) - Radiotelevizija Saraevo (1970—1992) - Radiotelevizija Skopje (1970—1992) - Radiotelevizija Titograd (1970—1992) - Radiotelevizija Zagreb (1970—1992) - Radio Jugoslavija (1987—1992) | JRT          | 1950       | 1992(21.05.1992) |
| Югославия           | Udruzenje Jugoslovenskich Radiotelevizija: - Radiotelevizija Beograd - Radiotelevizija Crne Gore (RTCG) - Hrvatska Radiotelevizija (HRT) - Makedonska Radiotelevizija (MRT) - Radiotelevizija Novi Sad - Radiotelevizija Pristina - Radiotelevizija Saraevo - Radiotelevizija Slovenija (RTV SLO) - Radio Jugoslavija | UJR          | 1992       | 1992             |

### Групповое членство в ЕВС
Группа вещательных организаций из одной страны, если они совместно осуществляют национальное вещание, либо — находясь в стране с двумя и более языковыми областями — отдельное вещание для каждой языковой области, может быть принята в состав ЕВС в качестве единого группового члена. Это возможно, если такие вещательные организации де-юре или фактически объединены в ассоциацию, а также соответствуют требованиям к членству ЕВС как вместе, так и каждая по отдельности.
Помимо вещательных организаций в состав группового члена могут входить:
- организации, основной функцией которых является эксплуатация телевизионных и радиопередатчиков и передача в эфир сигнала вещательных организаций, входящих в состав членской группы (например, алжирский вещательный и интернет-провайдер «Télédiffusion d’Algérie» (TDA), монакский провайдер ретрансляции радио и телесигнала «Monaco Media Diffusion» (MMD)
- организации, осуществляющие специализированное вещание в координации с остальными участниками членской группы и дополняющие их (например, нидерландский вещатель ZWART, специализирующийся на инклюзивных передачах, посвященных различным группам и меньшинствам в составе группового члена NPO, шведский вещатель UR, осуществляющий подготовку образовательных передач для других шведских вещателей в составе группового члена STR)

Вещательная организация, перестающая быть частью группового члена, может быть впоследствии принята в качестве индивидуального члена, по общей процедуре ЕВС.
По состоянию на 1 апреля 2024 года в Европейском вещательном союзе зарегистрированы следующие групповые члены:
- EPTV/EPRS/TDA (Алжир)
- Public Television and Radio Armenia (Армения)
- VRT/RTBF (Бельгия)
- Groupement des Radiodiffuseurs français de l’UER (Франция)
- Arbeitsgemeinschaft der öffentlich-rechtlichen Rundfunkanstalten der Bundesrepublik Deutschland (Германия)
- Hungarian Media Group (Венгрия)
- Groupement de Radiodiffusion monégasque (Монако)
- Nederlandse Publieke Omroep (Нидерланды)
- Polskie Radio i Telewizja (Польша)
- Радио Дом Останкино (Россия)
- Sveriges Television och Radio Grupp (Швеция)
- Radio tunisienne et Télévision tunisienne (Тунис)
- United Kingdom Independent Broadcasting (Великобритания)

| Страна         | Вещательная организация | Аббревиатура | Организация — представитель в ЕВС                                                               | Год начала |
| -------------- | --- | ------------ | ----------------------------------------------------------------------------------------------- | ---------- |
| Алжир          | Etablissement Public de Télévision Algérienne | EPTV         | Коллективное членство EPTV/EPRS/TDA                                                             | 1989       |
| Алжир          | Télédiffusion d’Algérie | TDA          | Коллективное членство EPTV/EPRS/TDA                                                             | 1989       |
| Алжир          | Etablissement Public de Radiodiffusion Sonore | EPRS         | Коллективное членство EPTV/EPRS/TDA                                                             | 1992       |
| Армения        | Public Television Company of Armenia | APT          | Public Television and Radio Armenia                                                             | 2005       |
| Армения        | Public Radio of Armenia | PRA          | Public Television and Radio Armenia                                                             | 2005       |
| Бельгия        | Vlaamse Radio- en Televisieomroep | VRT          | Коллективное членство VRT/RTBF                                                                  | 1960       |
| Бельгия        | Radio-Télévision Belge de la Communauté française | RTBF         | Коллективное членство VRT/RTBF                                                                  | 1960       |
| Великобритания | Independent Television: The Network Centre: - ITV Anglia Television (UKIB/ITV/ANG) - ITV Border Television (UKIB/ITV/BTV) - ITV Central Television (UKIB/ITV/CEN) - Channel Television (UKIB/ITV/CHA) - ITV Granada Television (UKIB/ITV/GRA) - STV Central (UKIB/STV) - ITV Wales Television (UKIB/ITV/WALES) - ITV West Television (UKIB/ITV/WEST) - ITV London Television (UKIB/ITV/LDN) - ITV Meridian Television (UKIB/ITV/MER) - STV North (UKIB/STVN) - ITV Tyne Tees Television (UKIB/ITV/TTT) - UTV Limited (UKIB/ITV/UTV) - ITV Westcountry Television (UKIB/ITV/WES) - ITV Yorkshire Television (UKIB/ITV/YTV) | UKIB/ITV     | United Kingdom Independent Broadcasting                                                         | 1960       |
| Венгрия        | Media Support and Asset Management Fund (MTVA) | MTVA         | Hungarian Media Group                                                                           | 2014       |
| Венгрия        | Duna Media Service Provider | DMS          | Hungarian Media Group                                                                           | 2015       |
| Германия       | Bayerischer Rundfunk (ARD/BR) | ARD          | Arbeitsgemeinschaft der öffentlich-rechtlichen Rundfunkanstalten der Bundesrepublik Deutschland | 1952       |
| Германия       | Hessischer Rundfunk (ARD/HR) | ARD          | Arbeitsgemeinschaft der öffentlich-rechtlichen Rundfunkanstalten der Bundesrepublik Deutschland | 1952       |
| Германия       | Mitteldeutscher Rundfunk (ARD/MDR) | ARD          | Arbeitsgemeinschaft der öffentlich-rechtlichen Rundfunkanstalten der Bundesrepublik Deutschland | 1991       |
| Германия       | Norddeutscher Rundfunk (ARD/NDR) | ARD          | Arbeitsgemeinschaft der öffentlich-rechtlichen Rundfunkanstalten der Bundesrepublik Deutschland | 1956       |
| Германия       | Radio Bremen (ARD/RB) | ARD          | Arbeitsgemeinschaft der öffentlich-rechtlichen Rundfunkanstalten der Bundesrepublik Deutschland | 1952       |
| Германия       | Rundfunk Berlin-Brandenburg (ARD/RBB) | ARD          | Arbeitsgemeinschaft der öffentlich-rechtlichen Rundfunkanstalten der Bundesrepublik Deutschland | 1991       |
| Германия       | Saarländischer Rundfunk (ARD/SR) | ARD          | Arbeitsgemeinschaft der öffentlich-rechtlichen Rundfunkanstalten der Bundesrepublik Deutschland | 1957       |
| Германия       | Südwestrundfunk (ARD/SWR) | ARD          | Arbeitsgemeinschaft der öffentlich-rechtlichen Rundfunkanstalten der Bundesrepublik Deutschland | 1998       |
| Германия       | Westdeutscher Rundfunk (ARD/WDR) | ARD          | Arbeitsgemeinschaft der öffentlich-rechtlichen Rundfunkanstalten der Bundesrepublik Deutschland | 1956       |
| Германия       | Deutsche Welle (ARD/DW) | ARD          | Arbeitsgemeinschaft der öffentlich-rechtlichen Rundfunkanstalten der Bundesrepublik Deutschland | 1961       |
| Германия       | DeutschlandRadio (ARD/DLR) | ARD          | Arbeitsgemeinschaft der öffentlich-rechtlichen Rundfunkanstalten der Bundesrepublik Deutschland | 1993       |
| Монако         | Monaco Media Diffusion | GRMC/MMD     | Groupement de Radiodiffusion monégasque                                                         | 1995       |
| Монако         | TVMonaco | GRMC/TVM     | Groupement de Radiodiffusion monégasque                                                         | 2024       |
| Нидерланды     | AvroTros/PowNed | NPO          | Nederlandse Publieke Omroep                                                                     | 2022       |
| Нидерланды     | Omroepvereniging BNN-VARA | NPO          | Nederlandse Publieke Omroep                                                                     | 2014       |
| Нидерланды     | Vereniging De Evangelische Omroep (EO) | NPO          | Nederlandse Publieke Omroep                                                                     | 2002       |
| Нидерланды     | KRO-NCRV | NPO          | Nederlandse Publieke Omroep                                                                     | 2014       |
| Нидерланды     | Omroep MAX/WNL | NPO          | Nederlandse Publieke Omroep                                                                     | 2022       |
| Нидерланды     | VPRO/Human | NPO          | Nederlandse Publieke Omroep                                                                     | 2022       |
| Нидерланды     | Omroep ON! | NPO          | Nederlandse Publieke Omroep                                                                     | 2010       |
| Нидерланды     | Omroep Zwart | NPO          | Nederlandse Publieke Omroep                                                                     | 2022       |
| Нидерланды     | NOS | NPO          | Nederlandse Publieke Omroep                                                                     | 2002       |
| Польша         | Telewizja Polska SA | PRT/TVP      | Polskie Radio i Telewizja                                                                       | 1993       |
| Польша         | Polskie Radio SA | PRT/PR       | Polskie Radio i Telewizja                                                                       | 1993       |
| Россия         | Радио Маяк | RDO/MK       | Радио Дом Останкино (приостановлена)                                                            | 1996       |
| Россия         | Радио Орфей | RDO/OP       | Радио Дом Останкино (приостановлена)                                                            | 1996       |
| Тунис          | Radio tunisienne | RTTT/RT      | Radio tunisienne et Télévision tunisienne                                                       | 2007       |
| Тунис          | Télévision tunisienne | RTTT/TT      | Radio tunisienne et Télévision tunisienne                                                       | 2007       |
| Франция        | France Télévisions: - France 2 - France 3 - France 4 - France 5 - Réseau France Outre-mer | GRF/FT       | Groupement des Radiodiffuseurs français de l’UER                                                | 2010       |
| Франция        | Radio France | GRF/RF       | Groupement des Radiodiffuseurs français de l’UER                                                | 1992       |
| Франция        | France Médias Monde: - RFI - France 24 - Monte Carlo Doualiya | GRF/FMM      | Groupement des Radiodiffuseurs français de l’UER                                                | 2013       |
| Швеция         | Sveriges Television Ab | STR/SVT      | Sveriges Television och Radio Grupp                                                             | 1993       |
| Швеция         | Sveriges Radio Ab | STR/SR       | Sveriges Television och Radio Grupp                                                             | 1993       |
| Швеция         | Swedish Educational Broadcasting Company | STR/UR       | Sveriges Television och Radio Grupp                                                             | 1993       |

### Приостановленные участники
В соответствии с пунктом 5.13 Устава ЕВС, в случае, когда в силу исключительных обстоятельств Член или Партнер ЕВС находится в процессе реорганизации или в ином состоянии структурного изменения, заменяется или был полностью/частично заменен другой организацией либо не в полной мере соответствует условиям участия в ЕВС, Исполнительный совет может по своему усмотрению принять временное решение, позволяющее продолжить или приостановить членский статус такого участника.
В случае приостановки членского статуса Член или Партнер ЕВС на определённых условиях не имеет права голосовать на заседаниях ЕВС, а его обязанность по уплате членских взносов и оплате подписок временно прекращается. На время приостановки взаимодействие с ЕВС в части получения услуг (например, получения спортивного или информационного контента) осуществляется на договорной основе. Решение о приостановке действует до очередной сессии Генеральной ассамблеи ЕВС, однако ассамблея уполномочена продлить приостановку участника на любой период времени, который будет признан целесообразным.
На время приостановки участие в мероприятиях ЕВС (например, Конкурс песни Евровидение) не представляется возможным.
По состоянию на 14 апреля 2025 года в соответствии с официальным членским перечнем ЕВС статус приостановленных имеют следующие организации:
| Страна   | Вещательная организация                                         | Дата начала приостановки | Примечание |
| -------- | --------------------------------------------------------------- | ------------------------ | --- |
| Беларусь | БТРК (BTRC)                                                     | 01.07.2021               | Решение о приостановке членства было принято Исполнительным советом ЕВС на заседании 28 мая 2021 года. В заявлении, размещённом в тот же день на официальном сайте, сообщалось о том, что у белорусского вещателя есть две недели для дачи объяснений, прежде чем приостановка вступит в силу. По окончании 86-й Генеральной ассамблеи ЕВС, подтвердившей ранее вынесенное решение Исполнительного совета, приостановка вступила в силу с 1 июля 2021 года. В интервью сайту «Беларусь сегодня», опубликованному 1 июля 2021 года, генеральный директор БТРК Иван Эйсмонт сообщил, что «пока речь идёт о том, что наши отношения ставят на паузу на три года». В то же время информация о сроках приостановки в официальных публичных заявлениях Европейского вещательного союза не содержится. 23 апреля 2024 года появилась информация о позиции Европейского вещательного союза в отношении БТРК, изложенная в ответе для сервиса ESC Discord, в соответствии с которой приостановка вещателя носит бессрочный характер. |
| Ливия    | Libya National Channel (LNC)                                    | 2022                     | По состоянию на июнь 2022 года информация о статусе членства ливийского вещателя в годовом отчете ЕВС за период 2021—2022 отсутствовала. Раздел годового отчета ЕВС за период 2022—2023, содержащий перечень членов Союза, в отношении ливийского вещателя содержит пометку «Членство приостановлено». Официальный сайт ливийского вещателя не обновляется с середины 2022 года. |
| Россия   | Первый канал (C1R)                                              | 26.05.2022               | Решение о приостановке членства было принято Исполнительным советом ЕВС на заседании 26 мая 2022 года, вступило в силу немедленно, является бессрочным и подлежащим периодическому пересмотру. |
| Россия   | Радио Дом Останкино (RDO): - Радио Маяк (MK) - Радио Орфей (OP) | 26.05.2022               | Решение о приостановке членства было принято Исполнительным советом ЕВС на заседании 26 мая 2022 года, вступило в силу немедленно, является бессрочным и подлежащим периодическому пересмотру. |
| Россия   | ВГТРК (RTR)                                                     | 26.05.2022               | Решение о приостановке членства было принято Исполнительным советом ЕВС на заседании 26 мая 2022 года, вступило в силу немедленно, является бессрочным и подлежащим периодическому пересмотру. |

## Мероприятия

### Eurovision Debates
Проводятся перед выборами в Европейский парламент. Дебаты были в 2014 и 2019 годах.